# گایوسا
گایوسا (نام علمی: Ilex guayusa) نام یک گونه از سرده خاس است.